# 디에고 콜로토
디에고 다니엘 콜로토(스페인어: Diego Daniel Colotto, 1981년 3월 10일 ~ , 리오쿠아르토)는 아르헨티나의 전 축구 선수다.